# دراوسکو (استان لهستان بزرگ‌تر)
دراوسکو (به لهستانی:  Drawsko) یک روستا در لهستان است که در گمینا دراوسکو واقع شده‌است. دراوسکو ۱٬۶۴۰ نفر جمعیت دارد.